# شگفت‌انگیزترین چیز (قصه)
شگفت‌انگیزترین چیز یا چیزِ باورنکردنی (دانمارکی: Det Utroligste) واپسین افسانهٔ ادبی هانس کریستیان اندرسن، شاعر و نویسنده دانمارکی است که در سپتامبر ۱۸۷۰ نخست در ایالات متحده و سپس در اکتبر همان سال در دانمارک منتشر شد. اندرسن این داستان را یکی از بهترین آثارش می‌دانست. داستان در مورد مسابقه ای است برای یافتن باورنکردنی‌ترین و شگفت انگیزترین چیز و عواقب شگفت انگیز آن هنگام انتخاب برنده.

## داستان
در سرزمینی دور، پادشاه اعلام می‌کند هرکس بتواند "چیزِ باورنکردنی" را بسازد، دست دخترش و نیمی از پادشاهی را به دست خواهد آورد. افراد بسیاری تلاش می‌کنند، برخی حتی جان خود را از دست می‌دهند تا کاری شگفت انجام دهند.
در نهایت، مردی جوان ساعتی شگفت‌انگیز می‌سازد که در هر ساعت، پیکره‌هایی زنده‌نما بیرون می‌آیند و نمایش‌هایی زیبا با پیام‌هایی اخلاقی، مذهبی، و هنری اجرا می‌کنند:
- ساعت ۱: موسی بر کوه و نوشتن نخستین فرمان از ده فرمان.
- ساعت ۲: آدم و حوا در باغ عدن.
- ساعت ۳: سه مغ با هدایا.
- ساعت ۴: چهار فصل - بهار با فاخته، تابستان با ملخ، پاییز با لانهٔ خالی لک‌لک، زمستان با کلاغ پیر.
- ساعت ۵: پنج حس - بینایی (عینکساز)، شنوایی (مسگر)، بویایی (گل‌فروش)، چشایی (آشپز)، لامسه (مرده‌شوی).
- ساعت ۶: قماربازی که همیشه شش می‌آورد.
- ساعت ۷: هفت روز هفته یا هفت گناه کبیره.
- ساعت ۸: کر دسته‌جمعی از راهبان.
- ساعت ۹: نه موز اسطوره‌ای یونانی.
- ساعت ۱۰: موسی با ده فرمان کامل.
- ساعت ۱۱: کودکان در حال بازی و آواز.
- ساعت ۱۲: نگهبان شب با آواز تولد مسیح.

همگان شیفتهٔ این اثر می‌شوند و آن را "چیزِ باورنکردنی" می‌نامند. مرد جوان قرار است با شاهدخت ازدواج کند. اما ناگهان مردی قوی‌هیکل از راه می‌رسد و با تبر، ساعت را نابود می‌کند. داوران که از شدت ناباوری گیج شده‌اند، این عمل را حتی باورنکردنی‌تر از ساخت ساعت می‌دانند و مرد ویران‌گر را برنده اعلام می‌کنند.
مراسم ازدواج آغاز می‌شود، اما در کلیسا، ناگهان چرخ‌دنده‌ها و پیکره‌های ساعت شکسته ظاهر می‌شوند. موسی با لوح‌ها آمده، آدم و حوا، مغ‌ها، فصل‌ها، حواس پنج‌گانه و دیگران نیز می‌آیند. همه مرد ویران‌گر را نکوهش می‌کنند. در نهایت، نگهبان شب با گرز خود ضربه‌ای بر پیشانی مرد می‌زند و او را نقش زمین می‌کند. سپس همهٔ پیکره‌ها ناپدید می‌شوند. نور شمع‌ها اوج می‌گیرد و موسیقی کلیسا بدون نوازنده نواخته می‌شود. مردم می‌گویند: «این باورنکردنی‌ترین چیز بود!»
شاهدخت دستور می‌دهد که مرد جوان، خالق ساعت، را بیاورند. او را همسر خود می‌سازد و مردم نیز با شادی به آن‌ها می‌پیوندند.

## تحلیل و مفهوم
این داستان نماد ستایش هنر، خلاقیت، و نیکی است. ویران‌گری شاید چشمگیر باشد، اما در برابر زیبایی و روح هنر شکست می‌خورد. اندرسن در این اثر با تلفیق مضامین مذهبی، اسطوره‌ای، و انسانی، ساعتی را به تصویر می‌کشد که همزمان زمان را می‌سنجد و جهان را روایت می‌کند.